# Матовоглав синигер
Матовоглавият синигер (Poecile montanus) е дребна пойна птица от семейство Синигерови, срещаща се и на територията на България. Прилича изключително много на лъскавоглавия синигер, като за неопитния наблюдател единствено е възможно да ги различи, когато ги види заедно. Както подсказва името му горната част на главата му е матовочерна и крилете са лъскави.

## Разпространение
Среща се почти в цяла Европа, без средиземноморските страни и някои части на Азия. Предпочита гъсто обрасли, богати на влага и водни източници иглолистни и смесени гори, за разлика от лъскавоглавия синигер, който се среща предимно в широколистните. Обича да обикаля изгнили и изкорубени дървета.

## Начин на живот и хранене
Непрелетен вид, извън размножителния период скита на малки ята в търсене на храна. Лятото се храни предимно с храна от животински произход, като насекоми, паяци и други дребни безгръбначни, а зимата със семена от шишарки и други достъпни храни от растителен произход. Храната си търси придвижвайки се ловко по клонките и дънерите на дърветата и оглеждайки внимателно всичко.

## Размножаване
Моногамна птица, живее винаги по двойки, включително когато се събира на малки ята зимата с птици от собствения или друг сроден вид. През март двойката заема гнездовата си територия и преглежда всички възможни дупки по дърветата. Женската понякога успява да издълбае сама дупка в някое достатъчно меко или изгнило дърво, което се държи все още право или разширява и наглася вече съществуваща дупка. Приготвя гнездото в продължение от седмица до месец, почти не го застила или ако го застеле, то е съвсем бедно и снася яйцата направо върху дървената повърхност. Така избира дупката за гнездене, че диаметърът на отвора да не надвишава 35 мм. Отглежда едно люпило годишно през май-юни. Снася 7 – 9 яйца, които мъти само женската в продължение на 14 – 15 дни, през това време мъжкия я храни, като я вика вън от гнездото. Малките напускат гнездото след 16 – 19 дни. Родителите се грижат още известно време за малките докато цялото семейство не се присъедини към някоя групичка от същия или сроден вид скитаща в търсене на храна или предприела миграция.

## Допълнителни сведения
Сравнително рядък вид, на територията на България е обявен за защитен.